# Casa de naixement de Franz Schubert
La casa de naixement de Franz Schubert (en alemany: Schubert Geburtshaus), a Viena, Àustria, va ser el lloc de naixement, el 1797, del compositor Franz Schubert. Avui és un museu, part de la xarxa de museus municipals de l'estat de Viena.

## Descripció

### Història
Els pares del compositor, Franz i Maria Schubert, vivien en un apartament de la finca, aleshores anomenada Zum roten Krebsen ("El cranc vermell"). El seu fill Franz va néixer el 31 de gener de 1797; era el dotzè de catorze fills, dels quals només cinc van sobreviure la infància. El 1801, la família es va traslladar a la Säulengasse.

### Museu
Una gran part de l'últim pis és actualment un museu, dedicat al compositor, en el qual es documenta la seva vida i el seu desenvolupament musical, a més del seu cercle d'amistats. Hi ha diversos retrats del compositor, inclosos els dels pintors Wilhelm August Rieder, Moritz von Schwind i Leopold Kupelwieser.
L'edifici també acull les sales commemoratives de Stifter, on s'hi exposen una cinquantena de pintures de l'escriptor i pintor Adalbert Stifter (1805–1868).

### Transport
El museu, situat a la Nußdorfer Straße 54, al 9è districte (Alsergrund), s'hi arriba amb les línies 37 i 38 de tramvia, baixant a la parada de Canisiusgasse.